# Parasinilabeo
Parasinilabeo és un gènere de peixos de la família dels ciprínids i de l'ordre dels cipriniformes.

## Taxonomia
- Parasinilabeo assimilis  (Wu & Yao, 1977)
- Parasinilabeo longibarbus (Zhu, Lan & Zhang, 2006)
- Parasinilabeo longicorpus (Zhang, 2000)
- Parasinilabeo longiventralis (Huang, Chen & Yang, 2007)
- Parasinilabeo maculatus (Zhang, 2000)
- Parasinilabeo microps (Su, Yang & Cui, 2001)[2][3]